# منظمة السكر الدولية
```
منظمة السكر الدولية
 هي 
منظمة
 
حكومية دولية
 ، مقرها في 
لندن
، 
[
1
]
 تم تأسيسها بموجب اتفاقية السكر الدولية لعام 1968، باعتبارها الهيئة المسؤولة عن إدارة الاتفاقية.
[
2
]
 بخلاف سابقاتها في إصدارات ما قبل عام 1968 من اتفاقية السكر الدولية، 
[
2
]
 ليس لديها القدرة على تنظيم 
تجارة السكر
 العالمية عن طريق تحديد الأسعار أو حصص التصدير ولكنها تسعى إلى تشجيع تجارة واستهلاك السكر عن طريق جمع ونشر معلومات عن سوق السكر، والبحث في الاستخدامات الجديدة للسكر والمنتجات ذات الصلة، وكمنتدى للمناقشات الحكومية الدولية بشأن السكر.
[
1
]
 اعتبارا من يونيو 2017 ، كانت عضويتها تتكون من 87 دولة.
[
3
]
```

## التاريخ
منذ عام 1937، حاولت سلسلة من الاتفاقيات الدولية المؤقتة بشأن السكر تنظيم الطلب والعرض العالميين. في البداية، تم إنشاء مجلس دولي للسكر، إلى أن أوصى مؤتمر الأمم المتحدة للتجارة والتنمية في عام 1968 بترتيب دائم أكثر من خلال المنظمة الدولية للسكر.

## روابط خارجية
- موقع الرسمي